# Margareta Lindholm
Margareta Lindholm, född 1960 i Tibro församling, Skaraborgs län, är en svensk författare.
Lindholm studerade vid Göteborgs universitet, där hon blev filosofie doktor i sociologi 1991 på avhandlingen Talet om det kvinnliga. Studier i feministiskt tänkande i Sverige under 1930-talet. Hon var därefter verksam som forskare i genusvetenskap och blev docent i ämnet. Som facklitterär författare har hon utgivit en bearbetning av doktorsavhandlingen, Elin Wägner och Alva Myrdal. En dialog om kvinnorna och samhället (1992), En annan stad. Kvinnligt och manligt homoliv 1950–1980 (medförfattare Arne Nilsson, 2002), intervjuboken Dubbelliv (2003), om döljande och öppenhet i homosexuellas liv, och Kärlek: situationer (2005), där hon jämför två romaner med lesbiskt tema.
Under senare år har Lindholm huvudsakligen varit verksam som skönlitterär författare, främst av romaner. Hon debuterade med romanen Assar 1997. Därefter har följt Skjulet (1999), Etel och människorna (2001), Mandarins resa (2002), Vi är bara besökare här (2006), Jag går över det frusna gräset (2009), Skogen (2010), Tan (2012), Emilys porträtt (2014), Jätten från Kyrkefalla (2019), Trädgården (noveller, 2019) och Syskonen (2023). Hennes romaner utspelar sig ofta på landsbygden eller i mindre orter. Hennes stil är sparsmakad; med små medel lyckas hon sätta avtryck i läsarens medvetande. Hon tilldelades Sigtunastiftelsens författarstipendium 1999 och har även erhållit bland annat Göteborgs Stads författarstipendium 2000 och stipendium från Svenska Akademin 2021.